# NC Dinos

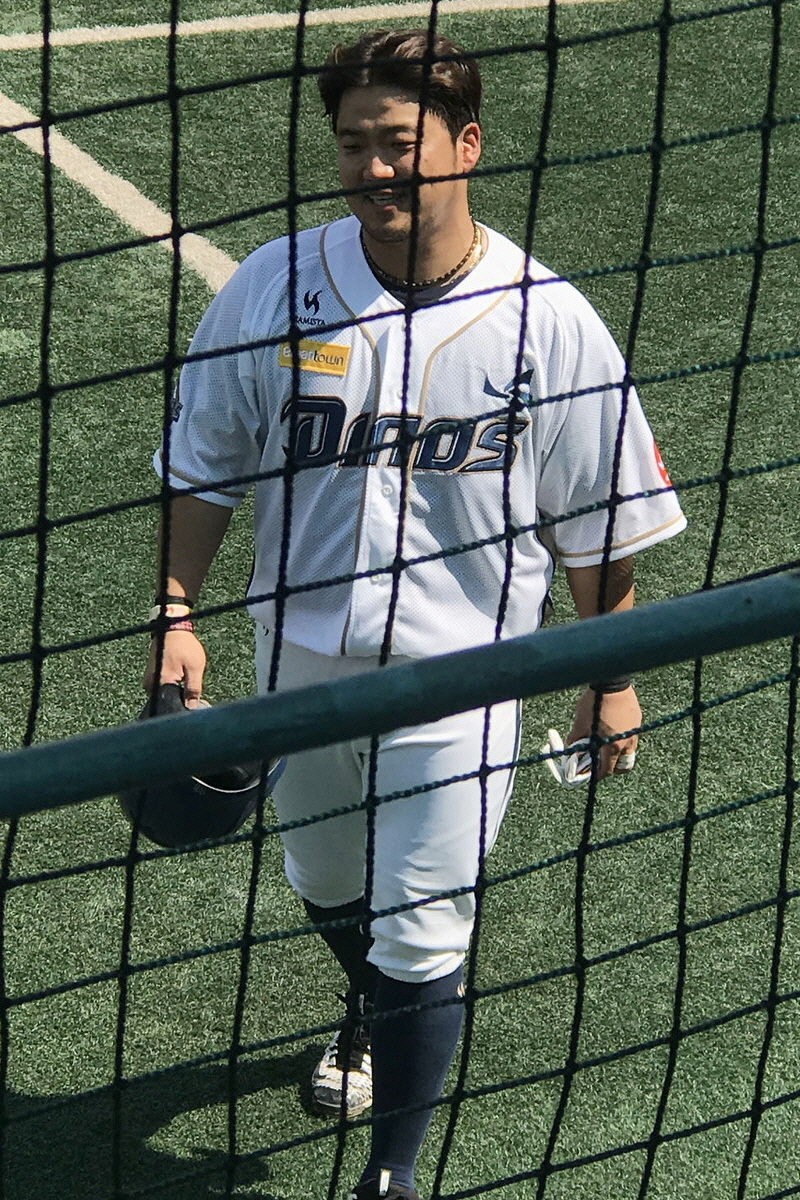
Jugador del equipo Dinos

Los NC Dinos son un equipo de béisbol profesional fundado en 2011. Los Dinos son miembros de la Organización Coreana de Béisbol

## Jugadores
Róster de NC Dinos actualizado el 31 de agosto de 2013.